# Ebenezer Cobb Morley
Ebenezer Cobb Morley, född 16 augusti 1831, död 20 november 1924, var en engelsk idrottsman som betraktas som grundaren till Football Association (FA) och fader till den moderna fotbollen.
Morley föddes i Kingston upon Hull och bodde i staden tills han var 22 år. Han flyttade till Barnes i London där han var med och bildade Barnes Club 1862, som blev en av de grundläggande klubbarna av FA. Han debuterade som fotbollsspelare i en match mot Richmond FC 1863.
Under denna tid var fotboll en blandning av dagens fotboll och rugby. Morley var en av de drivande krafterna till det moderna regelsystem som upprättades till fotbollen, när det nybildade Football Association, fotbollsförbundet höll sina möten 1863. Han var FA:s första sekreterare (1863–1866) och dess andra ordförande (1867–1874).
Morley var advokat till yrket.